# Опелоге, Эле
Эле Опелоге (англ. Ele Opeloge; род. 11 июля 1985, Апиа) — самоанская тяжелоатлетка, выступавшая в весовой категории свыше 75 кг. Победительница Тихоокеанских игр и Игр Содружества.
На Олимпиаде в Пекине в весовой категории свыше 75 кг заняла 4-е место, но после перепроверки допинг-тестов в 2016 году и дисквалификации украинки Ольги Коробки и казахстанки Марии Грабовецкой получила серебряную медаль, которая стала первой олимпийской наградой Самоа за всю историю выступлений.

## Карьера
Выросла в тяжелоатлетической семье. Её брат Ниусилья также тяжелоатлет. В 2010 году он выиграл золото Игр Содружества в один день с сестрой.
Впервые на международных соревнованиях высшего уровня дебютировала в 2007 году. На чемпионате мира в Таиланде она заняла 11-е место в своей весовой категории, показав суммарный результат 250 кг.
Через год на Играх в Пекине Опелоге сенсационно остановилась в шаге от медали, а также была знаменосцем команды. Подняв 269 кг (119+150 кг) она всего килограмм уступила казахстанской спортсменке Марине Грабовецкой. При этом в последнем подходе самоанка могла гарантировать себе медаль, но не смогла справиться с весом 152 кг. В 2016 году после дисквалификации соперниц из-за перепроверки допинг-проб самоанка получила серебряную медаль пекинской Олимпиады.
Также четвёртой Опелоге стала и на чемпионате мира 2009 года. Зато через год на Играх Содружества в Дели она установила личный рекорд и рекорд соревнований, подняв 285 кг и стала чемпионкой.
На второй в карьере Олимпиаде Опелоге вновь несла флаг Самоа. На соревнованиях подняла 267 кг и заняла шестое место. На Играх Содружества 2014 завоевала серебряную медаль.